# Euryoryzomys legatus
Euryoryzomys legatus es una especie de roedor de la familia Cricetidae.

## Distribución geográfica
Se encuentra en el este de los Andes en el noroeste de Argentina y el sur de Bolivia.